# Декламація
Деклама́ція — мистецтво виразного читання (декламування), або мистецького виголошування, здебільшого з пам'яті літературних творів, зокрема віршів.
У переносному розумінні декламація є манера говорити піднесено; пишномовні слова, промови; говорення гарних слів без змісту; пусті фрази.
У музиці декламація є співвідношення мови й музики у вокальних творах, відповідність музичних і мовних акцентів, інтонацій, речень, фраз і т. ін. або природність і виразність вимови тексту у вокальному творі. В низці країн вони утворили окрему форму — гуцзі (династія Цін, Ланьчжоу), роей (при дворі імператорів Японії). У Європі у XIX ст. відомі композитори та піаністи створювати твори для подібної декламації: Роберт Шуман («Балади для декламації», 1950-ті), Ріхард Штраус («Енох Арден», 1897)